# 팔도 탄탄면
팔도 탄탄면은 대한민국의 음식 제조사 팔도가 2016년에 출시한 라면이다.